# 魏达
魏达（德語：Weida，發音：[ˈvaɪda] ⓘ）是德国图林根州格赖茨县的城市，面积36.8平方千米，2023年12月31日人口为8,106人。2013年12月31日，市镇霍恩厄尔森、舍姆贝格和施泰因斯多夫并入魏达。